# (32680) 1095 T-1
1095 T-1 (asteroide 32680) é um asteroide da cintura principal. Possui uma excentricidade de 0.15777920 e uma inclinação de 8.84884º.
Este asteroide foi descoberto no dia 25 de março de 1971 por Cornelis Johannes van Houten e Ingrid van Houten-Groeneveld e Tom Gehrels em Palomar.